# Schlauchturm (Darmstadt)
Der Schlauchturm in der Bismarckstraße 86 ist ein Bauwerk in Darmstadt.

## Architektur und Geschichte
Der Schlauchturm der Darmstädter Berufsfeuerwehr wurde im Jahre 1954 erbaut.
Stilistisch gehört der Turm zur Moderne und Nachkriegsmoderne.
Der Schlauchturm und die Turmuhren sind gut erhalten.
Auf dem Dach des Turms wurde nachträglich eine Antennenanlage errichtet.

## Denkmalschutz
Aus architektonischen, stadtgeschichtlichen und technikgeschichtlichen Gründen steht der Schlauchturm unter Denkmalschutz.
Der Schlauchturm und der Altbau der Feuerwache von 1954 steht auf dem Gelände des ehemaligen Bahnhofs, der bis 1912 betrieben wurde.